# پانکروشیخا (شهرستان پانکروشیخینسکی، سرزمین آلتای)
پانکروشیخا (روسی: Панкрушиха) یک منطقهٔ مسکونی در روسیه است که در سرزمین آلتای واقع شده‌است.